# The Kabocha Wine
The Kabocha Wine (Theかぼちゃワイン, The Kabocha Wain, lit. O Vinho de Abóbora) é uma franquia japonesa de mangá escrita e ilustrada por Mitsuru Miura. A série começou a ser serializada por Kodansha e Weekly Shōnen Magazine entre 1981 até 1984. The Kabocha Wine recebeu em 1983 o Prêmio de Mangá Kōdansha na categoria shōnen.
A sequência do mangá, The Kabocha Wine - Sequel (The かぼちゃワイン sequel, lit. "O Vinho de Abóbora - A Sequência") foi publicada por Seirindo' em 15 de outubro de 2006.
A terceira série de mangá, The Kabocha Wine - Another (The♥かぼちゃワインAnother, lit. "O Vinho Abóbora - Outro") foi publicado por Akita Shoten.
A série foi adaptada em anime com 95 episódios pela Toei Animation.
A sequência do anime foi feita em um filme de animação, chamado The Kabocha Wine: Nita no Aijou Monogatari (Ｔｈｅかぼちゃワイン ニタの愛情物語, O Vinho de Abóbora: A História de Amor de Nita), que foi lançado em 14 de julho de 1984 pela Toei Animation.
Em 26 de outubro de 2007, A Wint lançou um DVD para a adaptação do filme em live-action da terceira série do mangá, chamada The Kabocha Wine - Another (The かぼちゃワインAnother, lit. "O Vinho de Abóbora - Outro"). Foi dirigido por Hitoshi Ishikawa, o filme estrelou Yoko Kumada.

## Enredo
A mãe de Shunsuke Aoba tem uma loja de lingerie e ele portanto, é sempre rodeado de mulheres. Para mudar o clima decide se matricular no Colégio Sun, uma escola que acredita que tem somente o sexo masculino, mas logo é forçado a mudar de ideia, porque até lá há estudantes do sexo feminino, como Natsumi Asaoka que se apaixona por ele.

## Personagens
Shunsuke Aoba (青葉春助, Aoba Shunsuke)
Dublado por Toshio Furukawa.
Shunsuke é o protagonista da série.
Natsumi Asaoka (朝丘夏美, Asaoka Natsumi) (também conhecida como Eru)
Dublada por Keiko Yokozawa.
Natsumi é a protagonista feminina da série. Ela é mais alta que Shunsuke.

## Mídia

### Anime
Toei Animation transmitiu os 95 episódios de The Kabocha Wine na TV Asahi entre 5 de julho de 1982 até 27 de agosto de 1984. Este anime também foi transmitido na França pelos canais Mangas e TF1. Também foi transmitido na Itália pela Europa 7 e Italia 7.
Existem 1 abertura e 2 encerramentos do anime. "L(Eru) wa Lovely" (Ｌはラブリー, L Wa Raburii) de Kumiko Kaori é o tema de abertura. "The Nature of Aoba Shunsuke" (青葉春介、ザ・根性, Aoba Shunsuke The Konjou) de Toshio Furukawa é o primeiro tema de encerramento, enquanto "Pumpkin Night" de Toshio Furukawa e Keiko Yokozawa é o segundo tema de encerramento do anime.
Em 27 de setembro de 2006, a Wint lançou o primeiro box de DVD de The Kabocha Wine. O box contém os primeiros 48 episódios ao longo de oito DVDs, cada um com 6 episódios. Em 29 de novembro de 2006, a Wint lançou o segundo box de DVD de The Kabocha Wine. O segundo box de DVD contém oito DVDs que contém os episódios 49 até o 95.

### CD da Animação
Em 21 de março de 2007, a Columbia Music Entertainment lançou um CD de animação de The Kabocha Wine, chamado The Kabocha Wine Ongakushu. As músicas foram cantadas por Osamu Shouji.

### Mangá

#### The Kabocha Wine - Another
A terceira série do mangá foi publicada por Akita Shoten. Em abril de 2009, Akita Shoten publicou o sexto tankōbon do mangá.
| N.º | Data de lançamento     | ISBN              |
| --- | ---------------------- | ----------------- |
| 1   | 20 de junho de 2007    | 978-4-253-25091-7 |
| 2   | 20 de dezembro de 2007 | 978-4-253-25092-4 |
| 3   | 20 de junho de 2007    | 978-4-253-25091-7 |
| 4   | 20 de agosto de 2008   | 978-4-253-25094-8 |
| 5   | 20 de janeiro de 2009  | 978-4-253-25095-5 |